# آنتون وینکلر
آنتون وینکلر (انگلیسی: Anton Winkler; ۲۳ فوریهٔ ۱۹۵۴ – ۸ اکتبر ۲۰۱۶) لژسوار اهل آلمان بود.